# Sarzeau
 Sarzeau  (en bretón Sarzhav) es una población y comuna francesa, situada en la región de Bretaña, departamento de Morbihan, en el distrito de Vannes y cantón de Sarzeau.
Se encuentra entre la península de Rhuys y el Océano Atlántico. Su actual alcalde es David Lappartient, presidente de la Unión Ciclista Internacional.

## Demografía
| 3669 | 3676 | 4088 | 4406 | 4972 | 6143 |
| Para los censos de 1962 a 1999 la población legal corresponde a la población sin duplicidades (Fuente: INSEE [Consultar]) |      |      |      |      |      |

## Lugares de interés
- Iglesia de Saint Saturnin

- Castillo de Suscinio

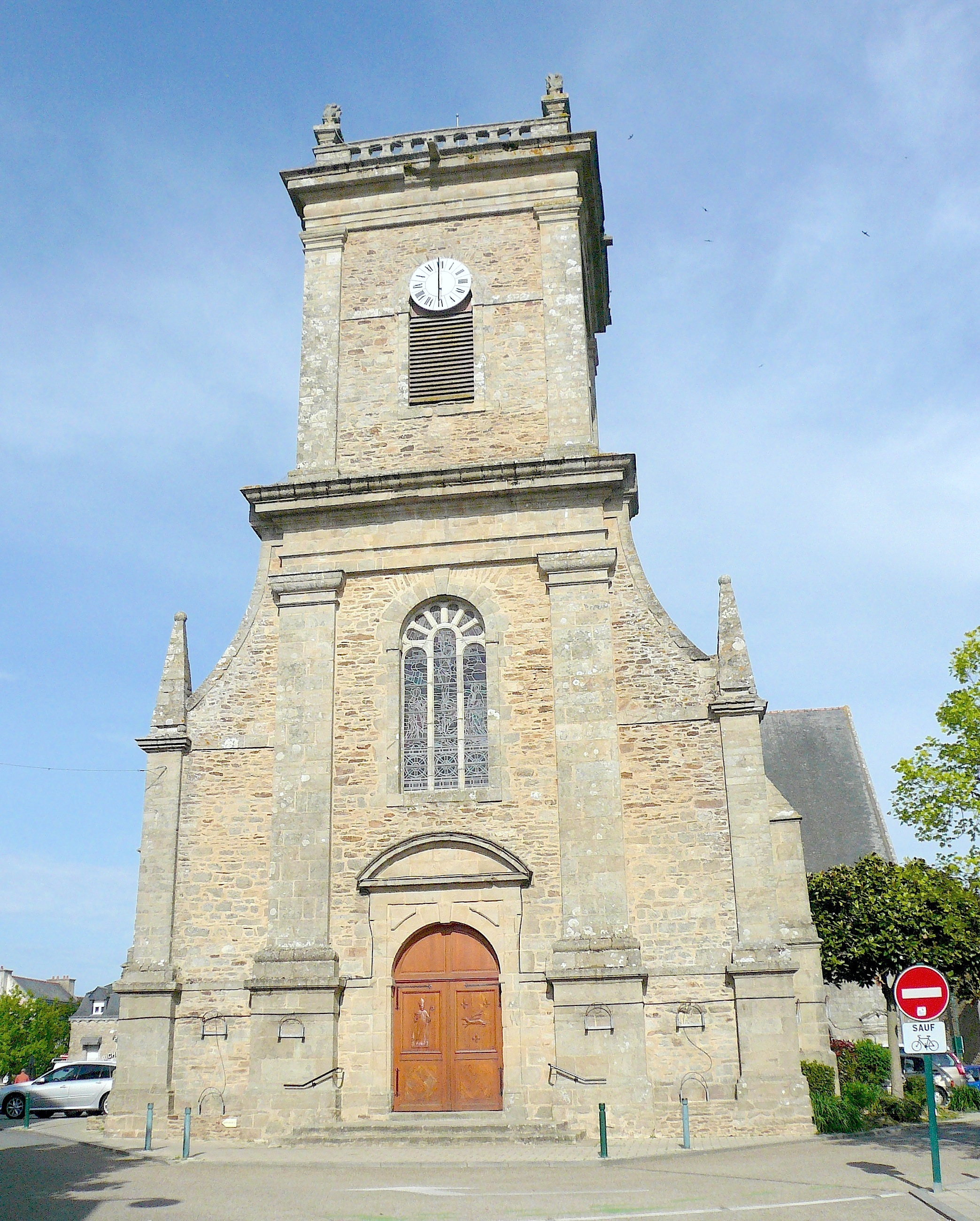
Iglesia de Saint Saturnin de Sarzeau.

Es un castillo medieval, que fue propiedad de los Duques de Bretaña, que posteriormente quedó en situación de abandono. Actualmente, se encuentra restaurado. Es el principal reclamo turístico de la comuna de Sarzeau.